# Dlouhá Lhota (district de Mladá Boleslav)
Pour les articles homonymes, voir Dlouhá Lhota.
Dlouhá Lhota (en allemand : Lang Lhota) est une commune du district de Mladá Boleslav, dans la région de Bohême-Centrale, en Tchéquie. Sa population s'élevait à 446 habitants en 2020.

## Géographie
Dlouhá Lhota se trouve à 11 km à l'est de Mladá Boleslav et à 59 km au nord-est de Prague.
La commune est limitée par Obrubce au nord, par Dolní Bousov et Petkovy à l'est et au sud, et par Březno et Sukorady à l'ouest.

## Histoire
La première mention écrite de la localité date de 1383.